# Arthur Levinson
Arthur D. Levinson, mais conhecido como Art Levinson (Seattle, 31 de março de 1950) é um bioquímico e administrador estadunidense.